# Beislovenpark
Het Beislovenpark is een park in de Belgische stad Zottegem (deelgemeente Strijpen).
Het park ligt aan de oever van de Bettelhovebeek en sluit aan op het Egmontpark en het Egmontkasteel, die op de andere oever van de Bettelhovebeek liggen. Beide parken zijn onder andere met elkaar verbonden door middel van houten bruggetjes en stapstenen over de Bettelhovebeek. Het park werd aangelegd vanaf 2017 en werd in 2018 geopend. Bij de aanleg werd het park genomineerd voor een extra subsidie binnen het project Natuur in je buurt van de Vlaamse overheid.  Het Beislovenpark is ongeveer twee hectare groot en werd ontworpen als natuurlijk park met niveauverschillen op drie verschillende bodemtypes. In het parkgebied liggen verschillende 'natuurlijke speelprikkels' zoals boomstammen en plankenpaden. Er werden ook een inheemse boomgaard, een bijenhotel, een voedselbos, een moestuin, een poel en een soort amfitheater aangelegd. Kunstenaar Benny De Smet ontwierp voor het park een ijsvogel (het logo van het Beislovenpark) uit gerecycleerd ijzer. Het Beislovenpark sluit via de Leirensweg aan op de historische hoeve Leirenshof met de vroegere Leirensmolen. De GR122 loopt door het park. 

## Educatief Centrum Beisloven
Een voormalig schoolgebouwtje in het park werd vanaf 2022 omgebouwd tot Educatief Centrum Beisloven, een ontmoetingsplek voor sociaal-culturele activiteiten zoals het LOSS Kunstenfestival. Het Educatief Centrum Beisloven werd officieel ingehuldigd op 7 oktober 2023. 

## Afbeeldingen

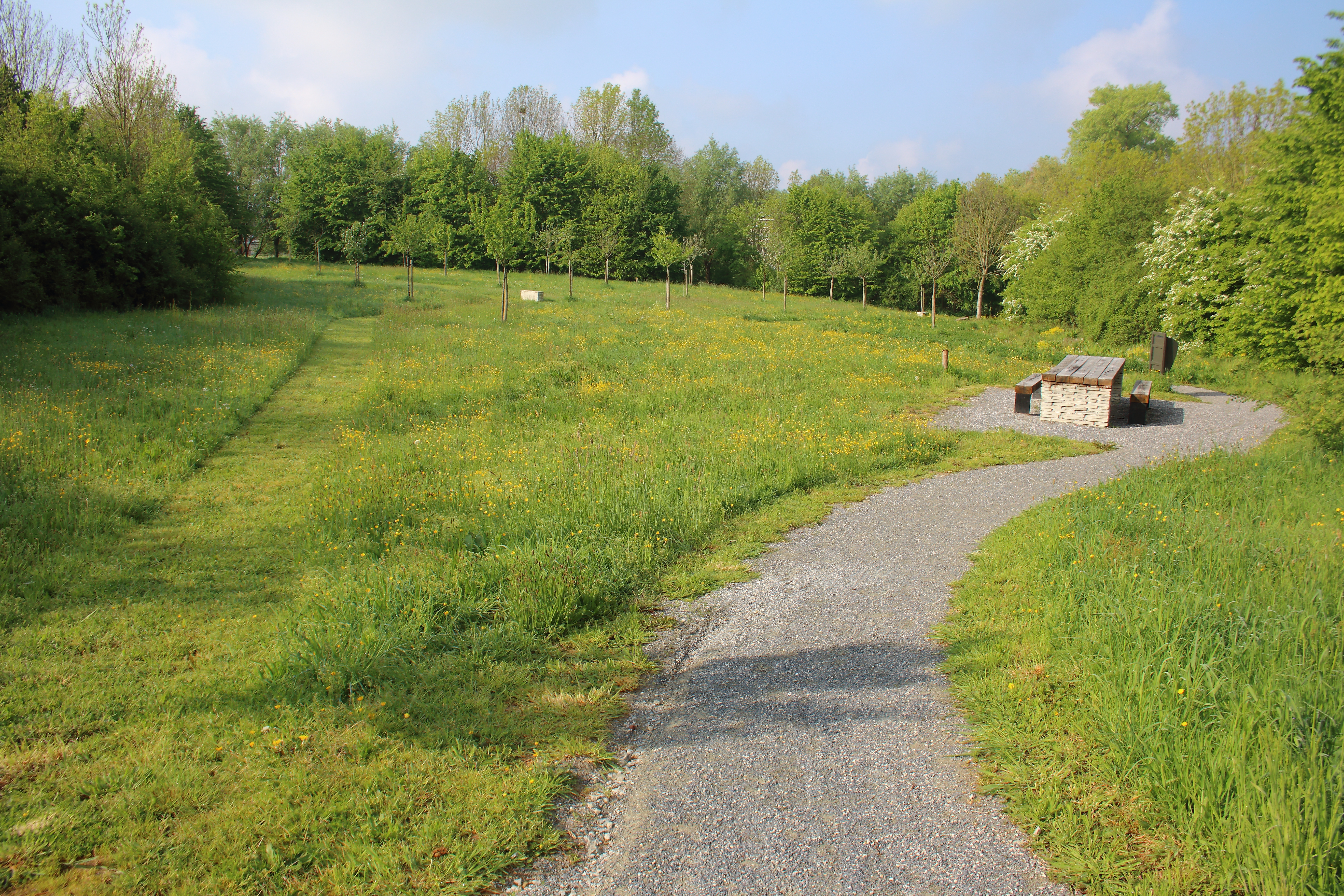
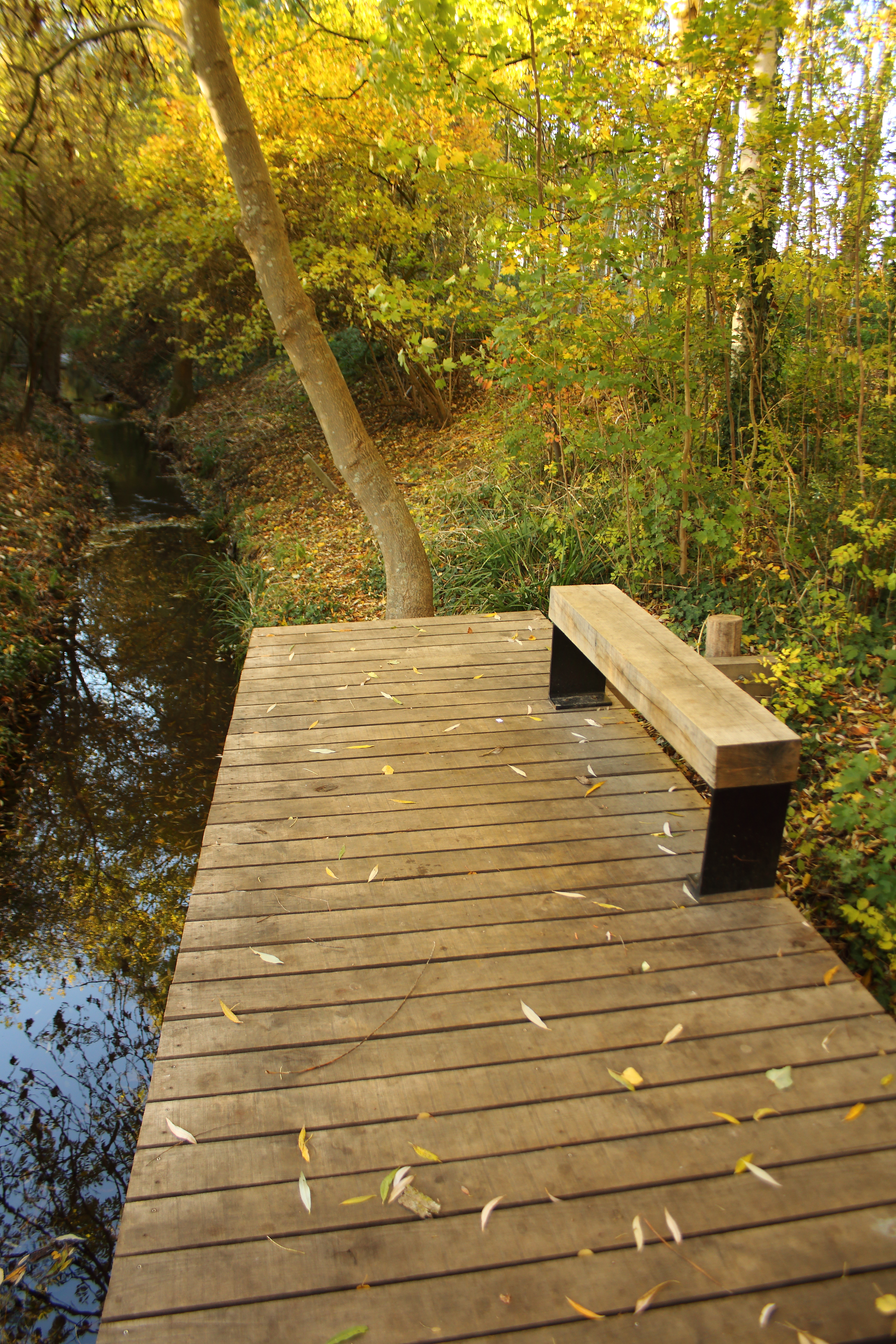
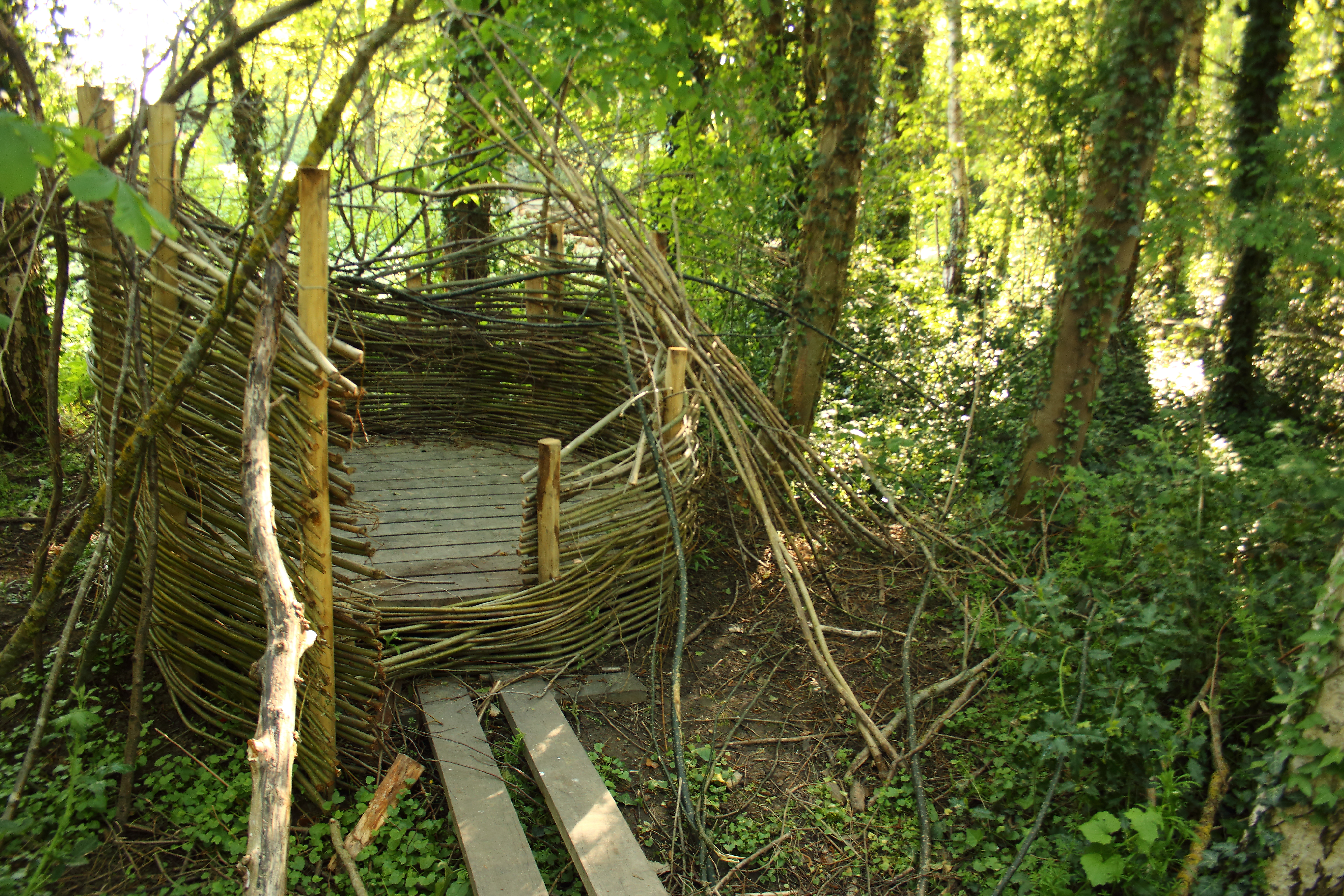
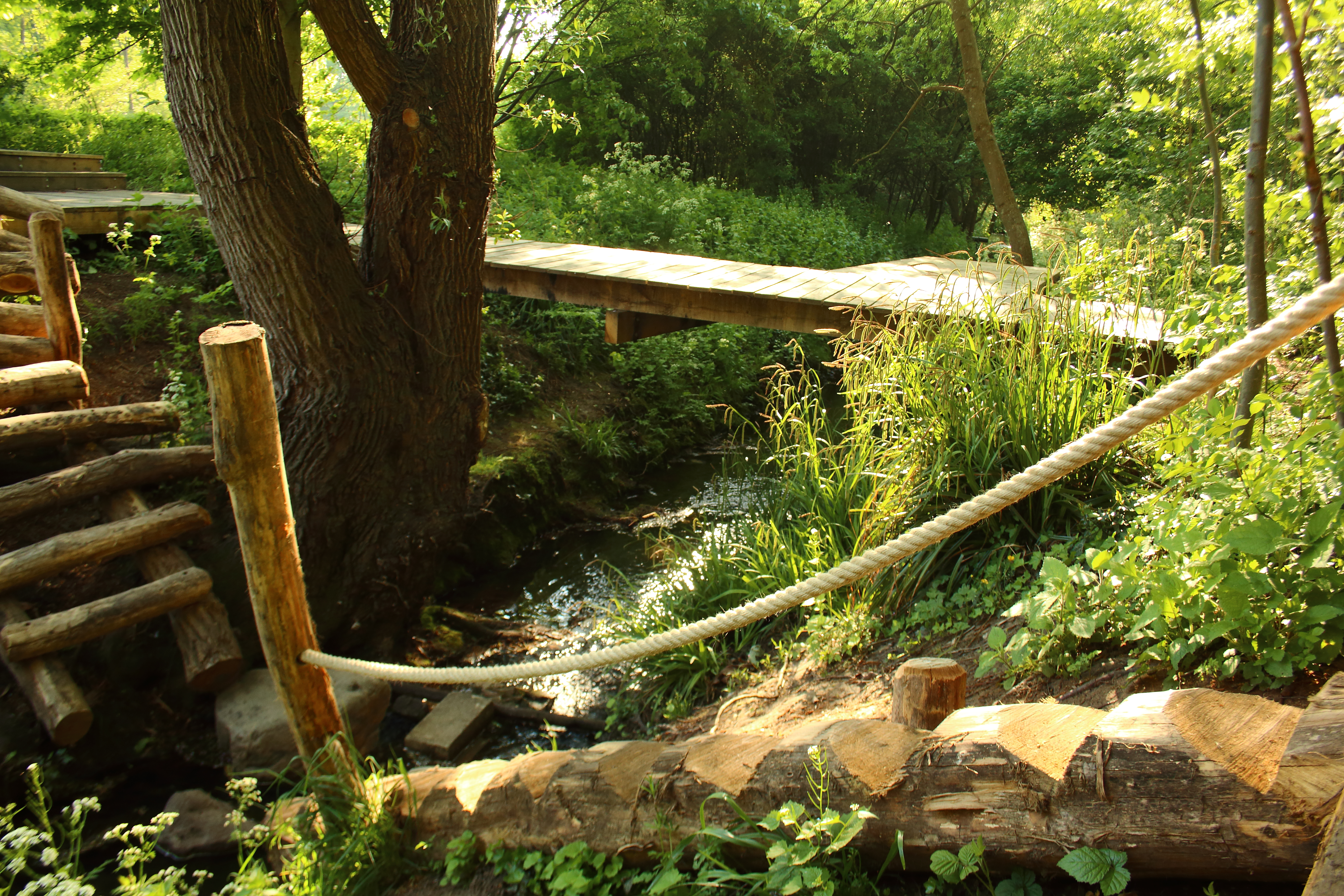
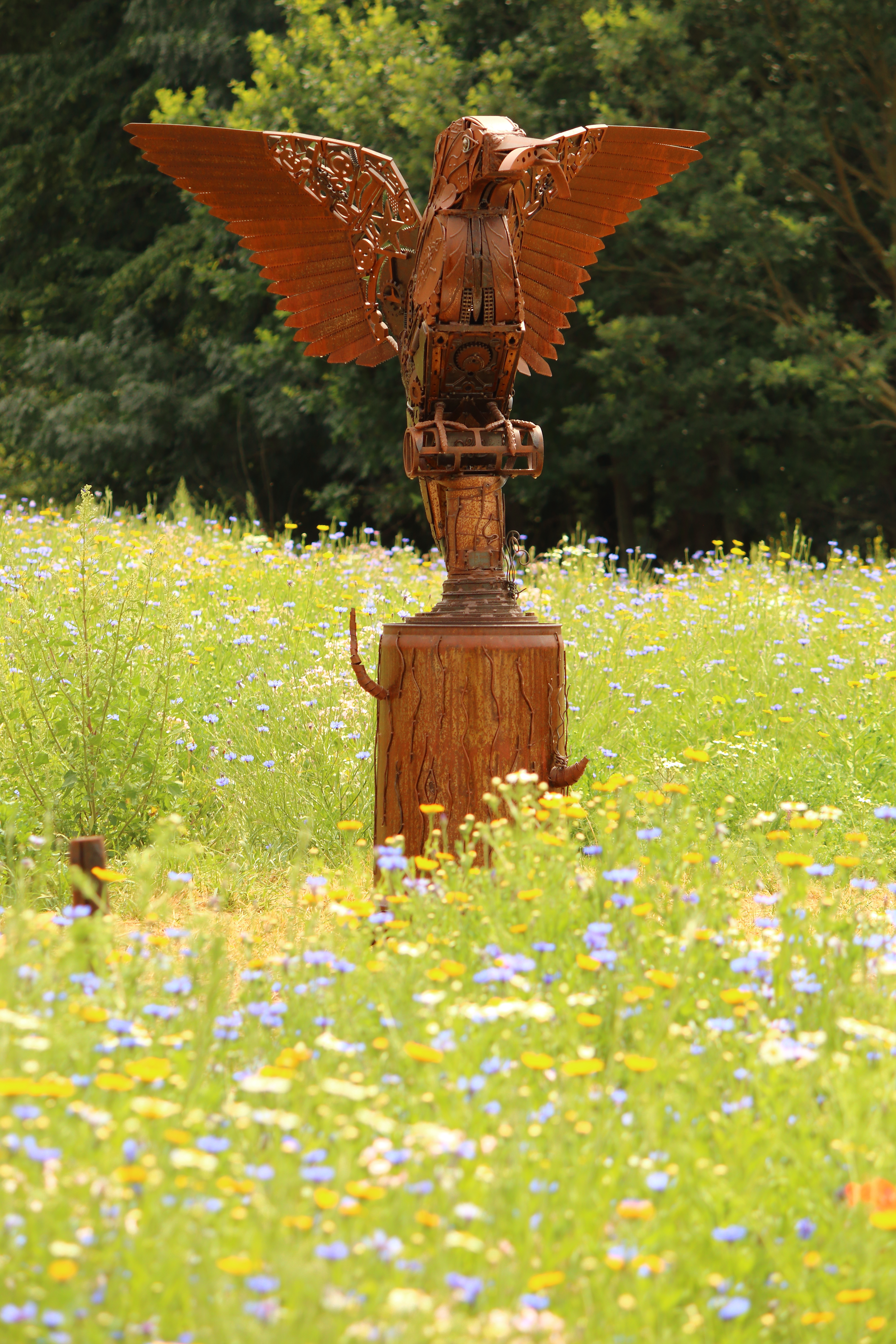
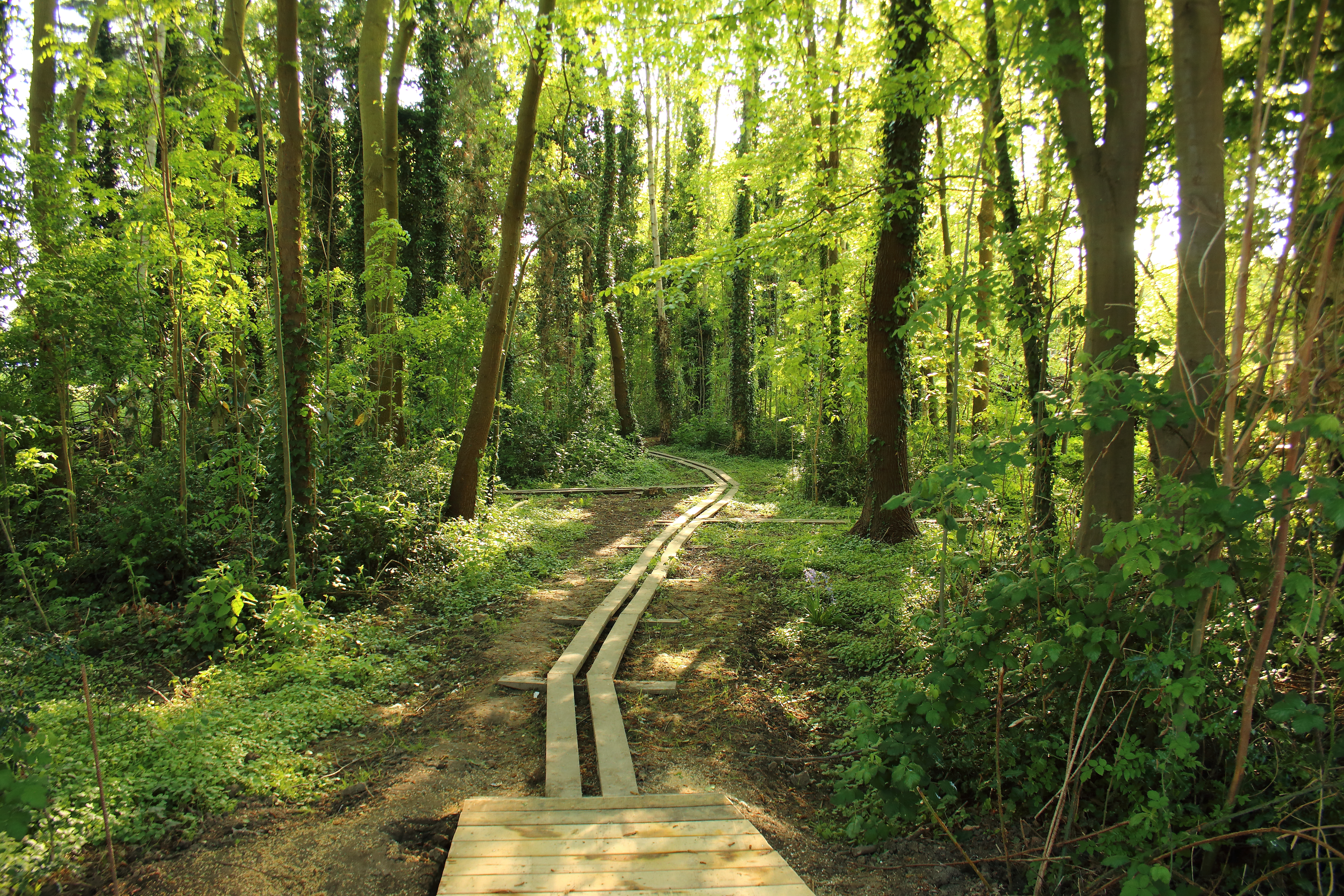